# Kamenar
Koordinati:   43°49′09″N, 15°22′28″E
Kamenar je neanaseljen otoček v Kornatih. Otoček leži okoli 0,2 km vzhodno od skrajnega vzhodnega konca rta otoka Žut.
Površina meri 0,034 km², dolžina njegove obale je 0,8 km. Najvišji vrh je visok 29 mnm.